# 泣かないで!かあちゃん
『泣かないで!かあちゃん』（なかないで かあちゃん）は、1970年4月2日から同年9月24日までNET系列局で放送されていたテレビドラマである。NETテレビ（現・テレビ朝日）と東映の共同製作。全26話。放送時間は毎週木曜 21:00 - 21:56 （日本標準時）。

## 作品概要
月刊誌『主婦の友』が読者から募集した『婦人の書いた実話シリーズ』において入選した、山野貞子の作品をドラマ化したものである。前年1969年に同じ時間帯に放送されていた『頑張れ!かあちゃん』とは、同じ『主婦の友』での入選作を原案としていること、オープニングがこけしの映像であること、プロデューサー・脚本担当者・音楽担当者などの一部のスタッフが共通していることから「姉妹編ともいえる作品」と紹介されている。ただし、モノクロ作品の『頑張れ!かあちゃん』と違って本作はカラー16mmフィルムで撮影され、テレビ放送もカラーで行われていた。
本作の時代背景は、第1話から第13話までが昭和36年（1961年）で、第14話から最終話の第26話までが昭和45年（1970年）、すなわち本作放送当時となっている。そのため、第14話をもって一部のキャストを変更するという、『頑張れ!かあちゃん』と同じ手法が試みられた。なお、本作には各回のサブタイトルが用意されていなかった。

## ストーリー
山野佐多子は、隣で模型店を営む福田寅松の援助もあって文房具店を開業。佐多子の夫・健造はかつて中小企業の工場の社長だったが、事業に失敗して倒産し、平のサラリーマンとして再出発した。健造には、太平洋戦争前に商売をするために一人フィリピンに渡り、そこで現地の女性と結婚し、娘も一人もうけたが、戦争勃発でやむなく帰国したという過去があった。そしてフィリピンでその妻と娘・マリーアが健在で、さらにマリーアは結婚してその娘・カタリーナがいることを知る。健造はフィリピンへ妻と娘と孫に会いに行くが、それからしばらくしてマリーアとカタリーナが日本にやって来る。その後マリーアは一人でフィリピンへ帰国していくが、船の事故で夫とともに亡くなってしまう。健造と佐多子の夫婦はカタリーナを養子として引き取り、文化や習慣の違いなど困難を乗り越えて彼女を育ててゆく。 

## キャスト

### レギュラー
- 山野佐多子：加藤治子
- 山野健造：大坂志郎
- 山野文夫：沖正夫（第13話まで） → 寺田農（第14話から）
- 山野由紀子：永野ゆかり（第13話まで） → 左時枝（第14話から）
- カタリーナ → 梨南子[2]：石川弘美（第13話まで） → 津山登志子（第14話から）
- マリーア：真山知子
- 福田寅松：松村達雄
- 福田秀子（寅松の妻）：福田公子
- 千代：小峰千代子
- 昌一：大山尚雄
- 小見山：伊藤幸子
- 竹尾智晴
- 山本紀彦
- 田村錦人

### ゲスト
- 本間文子（第2話）
- 川村依久子（第9話）
- 林孝一（第11話）
- 久米明（第11話）
- 北島マヤ（第14話）
- 岡本真砂子（梨南子の同級生）：降旗久子（第16話）
- 真砂子の父：仲谷昇（第16話）
- 砂塚秀夫（第19話）
- 藤田みどり（第20話）
- 高松加奈子（第20話）
- 入江正徳（第20話）
- 津田亜美子（第20話）
- 清水元（第23話）
- 日塔智子（第23話）
- 夏子：井上和子（第24話）

## スタッフ
- 原案：山野貞子（『主婦の友』応募入選作）
- プロデューサー：服部尚雄
- 脚本：椎名龍治、八住利雄、八木柊一郎、北村篤子
- 監督：渡辺成男、中村経美、畠山豊彦
- 助監督：三村道治 ほか
- 音楽：塚原晢夫
- 制作：NET、東映

## 主題歌
「泣かないで！かあちゃん」
作詞：薩摩忠 / 作曲：塚原晢夫 / 歌：大庭照子（ポリドール）